# Farkas Constantin
Farkas Constantin, Konstantin Farkaš (Zágráb, 1775 körül – Zágráb, 1822. március 16.) jogász.

## Élete
Budán tanult, ahol 1798-ban doktorált, majd 1818-ban habilitáltatta magát. 1812-től haláláig a zágrábi akadémia jogtanára és 1817-18-ban Zala megye táblabírája volt.

## Munkái
- Assertationes ex jure romano, quas in regie scient. universitate Pestiensi anno 1809. publice propugnandas suscepit Paulus Eötvös e praelectionibus C. F. Budae.
- Principia juris publici Hungariae. Zagrabiae, 1818.